# غابور بيتر
غابور بيتر (بالمجرية: Péter Gábor)‏ هو سياسي مجري، ولد في 14 مايو 1906 في المجر، وتوفي في 23 يناير 1993 في بودابست في المجر. حزبياً، نشط في الحزب الشيوعي المجري ‏ وHungarian Working People's Party ‏.